# 1976 w informatyce
Kalendarium informatyczne 1976 roku
- 1 kwietnia – Steve Wozniak i Steve Jobs założyli przedsiębiorstwo Apple Computer Inc.[1].
- 11 kwietnia – Apple Computer Inc. zaprezentował komputer Apple I[2].
- lipiec – Zilog wprowadził na rynek mikroprocesor Zilog Z-80[3].
- John Lions na Uniwersytecie Nowej Południowej Walii pisze komentarz do kodu Uniksa. Tzw. Lions Book zawiera pełny kod v.6[4].
- IBM opracowało pierwszą drukarkę atramentową. W ciągu sekundy była w stanie wydrukować od 30 do 55 znaków[5].
- Powstało przedsiębiorstwo Acer[6].
- Joseph Weizenbaum wydał pracę pt. Computer Power and Human Reason: From Judgment to Calculation, w której skrytykował rozwój sztucznej inteligencji[7].